# (7722) Firneis
(7722) Firneis (2240 T-2) – planetoida z pasa głównego asteroid okrążająca Słońce w ciągu 3,61 lat w średniej odległości 2,35 j.a. Odkryta 29 września 1973 roku.